# Soluții exacte în relativitatea generală
În teoria relativității generalizate, o soluție exactă este o varietate lorentziană cu anumite câmpuri tensoriale care modelează stările materiei obișnuite, cum ar fi fluidele, sau câmpurile negravitaționale, cum ar fi câmpul electromagnetic.
Aceste câmpuri tensoriale trebuie să respecte orice lege fizică relevantă (de exemplu, orice câmp electromagnetic trebuie să satisfacă ecuațiile lui Maxwell). După o rețetă standard folosită frecvent în fizica matematică, aceste câmpuri tensoriale ar trebui să dea naștere unor anumite componente ale tensorului energie-impuls {\displaystyle T^{ab}}. Anume, oricând un câmp este descris de un Lagrangian, variația în raport cu acel câmp trebuie să dea ecuațiile de câmp și variația în raport cu metrica ar trebui să dea componenta impuls-energie  datorată câmpului.
În final, când se adună toate componentele tensorului energie-impuls, rezultatul trebuie să satisfacă ecuațiile lui Einstein:
{\displaystyle G^{ab}=8\pi \,T^{ab}.}
În ecuațiile descrise mai sus, câmpul tensorial din partea stângă, tensorul Einstein, se calculează unic din tensorul metricii, ce face parte din definiția unei varietăți lorentziene. Întrucât tensorul Einstein singur nu determină complet  tensorul Riemann, lăsând tensorul Weyl nespecificat, ecuația Einstein poate fi considerată a fi un fel de condiție de compatibilitate: geometria spațiu-timpului trebuie să fie consistentă cu cantitatea și mișcarea oricărei materii și a oricărui câmp negravitațional, în sensul că prezența imediată „aici și acum” a energiei negravitaționale produce o curbură Ricci proporțională „aici și acum”.